# José Salcedo
José Salcedo (Ciudad Real, 1949 – Madrid, 2017. szeptember 19.) háromszoros Goya-díjas spanyol filmvágó.

## Filmjei
- El desencanto (1976, dokumentumfilm)
- Camada negra (1977)
- Az erdő szíve (El corazón del bosque) (1979)
- Navajeros (1980)
- Pepi, Luci, Bom és más lányok a tömegből (Pepi, Luci, Bom y otras chicas del montón) (1980)
- Maravillas (1981)
- La mujer del ministro (1981)
- A szenvedélyek labirintusa (Laberinto de pasiones) (1982)
- Démonok a kertben (Demonios en el jardín) (1982)
- Colegas (1982)
- Áldott mélységek (Entre tinieblas) (1983)
- Mit vétettem, hogy ezt érdemlem? (¿Qué he hecho yo para merecer esto?) (1984)
- Matador (1986)
- Az álmok fele (La mitad del cielo) (1986)
- A vágy törvénye (La ley del deseo) (1987)
- Asszonyok a teljes idegösszeomlás szélén (Mujeres al borde de un ataque de nervios) (1988)
- A gyilkolás öröme (El placer de matar) (1988)
- Szél hátán (Remando al viento) (1988)
- Fehér galamb (La blanca paloma) (1989)
- Kötözz meg és ölelj! (Átame!) (1989)
- Don Juan en los infiernos (1991)
- Tűsarok (Tacones lejanos) (1991)
- A sötét oldal (El lado oscuro) (1991, tv-film)
- Az északi szél meséje (La leyenda del viento del Norte) (1992)
- Tőrbe csalva (El maestro de esgrima) (1992)
- Kika (1993)
- Senki sem fog beszélni rólunk, ha meghalunk (Nadie hablará de nosotras cuando hayamos muerto) (1995)
- Titkom virága (La flor de mi secreto) (1995)
- A kert túloldalán (Más allá del jardín) (1996)
- Eleven hús (Carne trémula) (1997)
- Lábad között (Entre las piernas) (1999)
- Mindent anyámról (Todo sobre mi madre) (1999)
- Zengj rólam dicshimnuszt! (Báilame el agua) (2000)
- Bokszmeccs a lélekért (Sin noticias de Dios) (2001)
- Beszélj hozzá (Hable con ella) (2002)
- Don Quijote lovag (El caballero Don Quijote) (2002)
- Olvadáspont (Descongélate!) (2003)
- Rossz nevelés (La mala educación) (2004)
- Dolgok, amelyekért érdemes élni (Cosas que hacen que la vida valga la pena) (2004)
- Mianyánk kivan (Reinas) (2005)
- Volver (2006)
- Alatriste kapitány (Alatriste) (2006)
- Utolsó vacsora (Todos estamos invitados) (2008)
- A bosszú angyalai (Solo quiero caminar) (2008)
- Hulla a múltban (El juego del ahorcado) (2008)
- Megtört ölelések (Los abrazos rotos) (2009)
- Papírmadarak (Pájaros de papel) (2010)
- Türelmi idő (Días de gracia) (2011)
- A bőr, amelyben élek (La piel que habito) (2011)
- Szeretők, utazók (Los amantes pasajeros) (2013)
- Julieta (2016)